# Fantaspionaggio
Il fantaspionaggio o fanta-spionaggio (Spy-fi in inglese) è un filone narrativo e in particolare cinematografico di storie di spionaggio che sconfinano nella fantascienza, grazie all'uso di armi o tecnologie avveniristiche, scenari apocalittici come piani per il dominio del pianeta, oppure per l'ambientazione collocata nel futuro.
Il termine italiano "fantaspionaggio" (una parola macedonia che fonde assieme "fantastico" e "spionaggio", come in "fantascienza") è presente almeno dalla seconda metà degli anni sessanta.
Il genere ha avuto un particolare sviluppo durante la guerra fredda nella seconda metà degli anni sessanta in Europa, a seguito del successo dei film di James Bond, l'agente 007 (i film prodotti in questo ambito sono stati pertanto soprannominati Eurospy e vi rientrano in particolare i film italiani di spionaggio del periodo). Il filone cinematografico è proseguito negli anni settanta fino ai primi anni ottanta, in particolare con i film di Bond interpretati da Roger Moore.

## Definizione e caratteristiche

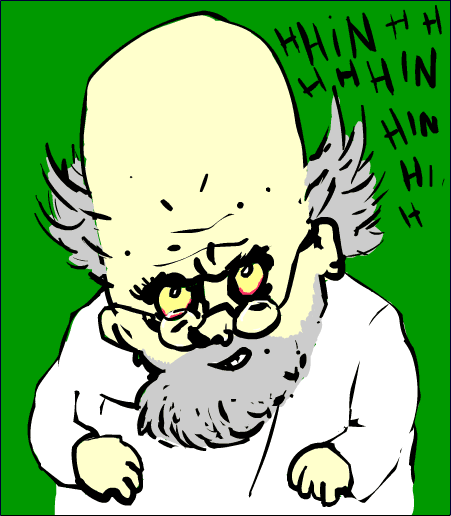
Caricatura di scienziato pazzo, un antagonista frequente nelle opere di fantaspionaggio

Nelle storie di fantaspionaggio, l'eroe protagonista è un agente segreto (operante da solo o più raramente in gruppo), anche detto "superspia", la cui missione è costellata di elementi fantascientifici, come tecnologia avanzata e nuove idee utilizzate a scopo di estorsione, piani per il dominio del mondo o la distruzione del pianeta o della civiltà, armi fantastiche, gadget alla James Bond e veloci veicoli in grado di viaggiare per terra, volare e navigare sopra o sotto il mare.
Il fantaspionaggio è chiamato in questo modo perché non presenta solitamente lo spionaggio per come è praticato nella realtà: è piuttosto una fantasia escapista che sottolinea il glamour, l'avventura e la temerarietà senza troppi riguardi per la verosimiglianza scientifica delle invenzioni, che vengono utilizzate per generare la sorpresa e come artificio narrativo per trame dagli sviluppi megalomani. Da notare che non tutte le storie di fantaspionaggio comprendono tutti gli elementi citati.

## Esempi
Le storie di fantaspionaggio possono essere in genere ricondotte ad alcuni temi principali.

Franco e Ciccio nel film comico Due mafiosi contro Goldginger (1965), una parodia italiana delle pellicole di fantaspionaggio. (La coppia comica ne ha interpretate altre tre: 002 agenti segretissimi, Le spie vengono dal semifreddo e Come rubammo la bomba atomica).

La spia protagonista può scoprire nelle sue indagini che uno scienziato pazzo o un genio del male e la sua organizzazione segreta stanno utilizzando della tecnologia avveniristica per compiere i propri piani. Tra gli esempi di questo tipo vi sono la serie di film di James Bond, l'utilizzo di tecnologie scientifiche avanzate per influenzare o dominare il mondo nei romanzi spionistici de La baronessa, usare la tecnologia dei viaggi spaziali per distruggere il mondo come nel film del 1966 Se tutte le donne del mondo, il controllo atmosferico in A noi piace Flint (1967), l'utilizzo di un'arma sonica nel film del 1949 Dick Barton Strikes Back, un raggio della morte in Dick Barton at Bay (1950), la sostituzione di leader mondiali con gemelli malvagi in A noi piace Flint o nella parodia italiana Due mafiosi contro Goldginger (1965), o il lavaggio del cervello a scopo omicida in Va' e uccidi (The Manchurian Candidate, 1962) e Cypher (2002).
La spia protagonista può essere addestrata ad utilizzare tecnologie avveniristiche proprietarie come armi, strani mezzi da trasporto e dispositivi di rilevamento non ancora inventati. Un esempio di questo sono gli agenti segreti Jeffrey Hunter e France Nuyen che usano dispositivi per il viaggio nel tempo per contrastare un complotto in Dimension 5 (1966); nei romanzi di Lanfranco Fabriani gli agenti dell'UCCI (un'agenzia segreta governativa italiana) utilizzano macchine del tempo per proteggere il passato dell'Italia dagli attacchi di potenze straniere ostili.
Il dispositivo fantascientifico può essere un "MacGuffin" - un espediente attraverso il quale si fornisce dinamicità alla trama - come un dispositivo antigravità in Licensed to Kill (1965).
L'ambientazione e la spia protagonista potrebbero in realtà essere collocate nel futuro. Un esempio di ciò è il romanzo Missione su Jaimec (Wasp, 1957) di Eric Frank Russell, come pure la serie umoristica di Harry Harrison dedicata a Jim diGriz, il Ratto d'acciaio (The Stainless Steel Rat, 1961-1999), un criminale interplanetario (quasi) imprendibile costretto suo malgrado a trasformarsi in agente segreto.

## Storia
Il genere fanta-spionistico si è sviluppato al cinema durante la guerra fredda e la maggior parte dei film sono stati prodotti nel corso degli anni sessanta. Non mancano tuttavia esempi precedenti nella prima metà degli anni cinquanta, ispirati agli albori della corsa allo spazio, come Attacco alla base spaziale U.S., un film minore del 1954 di Herbert L. Strock, in cui è inscenato un complotto da parte di una fantomatica potenza straniera per sabotare una base supersegreta e l'intero programma spaziale americano. Dello stesso periodo il film per ragazzi Tobor - Il re dei robot di Lee Sholem (1953), incentrato su un potente robot dotato di intelligenza artificiale che combatte contro gli agenti di una misteriosa potenza straniera ostile. Sempre del 1953 sono Viaggio nell'interspazio, un film di Terence Fisher tratto da un romanzo di Charles Eric Maine, e M7 non risponde, film britannico di Anthony Asquith che tratta di un innovativo aereo supersonico. Ancora tratto da un romanzo di C. E. Maine il film Sette secondi più tardi (1955) di Ken Hughes. Quello delle fantaspie degli anni cinquanta è tuttavia un filone minore e ben presto al cinema la minaccia della potenza straniera viene sostituita da quella dell'invasore alieno, incontrando maggiormente i gusti del pubblico. Vi sono poche eccezioni, tra le quali The Amazing Transparent Man, un noir del 1960 di Edgar G. Ulmer.
Per la ripresa del filone cinematografico bisogna così attendere fino al 1962, con il successo dato dall'uscita del primo film di James Bond, Agente 007 - Licenza di uccidere di Terence Young, in cui il celebre agente segreto sventa i piani del diabolico e geniale dottor No per sabotare le missioni spaziali americane dirottando o distruggendo le loro navette. Stazione 3: top secret del 1965 di John Sturges mostra un laboratorio supersegreto in cui vengono sviluppate terribili armi batteriologiche.
Il genere non risparmia la televisione: uno dei primi esempi di fantaspionaggio è proprio la serie tv britannica Agente speciale (The Avengers), prodotta dal 1961 al 1969, riscuotendo un successo crescente anche negli Stati Uniti, con una coppia di agenti speciali come protagonisti e trame non prive di ironia che arrivavano spesso "ai confini della realtà".
L'imitazione dei film di 007 provoca una invasione nel cinema europeo (e italiano in particolare) tra il 1965 e il 1967 di una grande quantità di film a basso costo di fanta-spionaggio. Da qui il termine "Eurospy" affibbiato oltreoceano al filone. Lo stesso filone viene non di rado parodiato, ad esempio ne Le spie vengono dal semifreddo (1966) di Mario Bava, una coproduzione Italia-USA in cui recitano assieme Vincent Price e la coppia comica Franco e Ciccio (questi ultimi protagonisti di altri tre film del genere). Tra le altre innumerevoli parodie italiane in chiave comica Il vostro superagente Flit con Raimondo Vianello e i due film su James Tont con Lando Buzzanca, che all'epoca riscossero un imprevedibile successo di pubblico e che alcuni critici molti anni dopo hanno parzialmente rivalutato.
Nello stesso periodo il genere spionistico si mescola anche con altri generi: ad esempio la serie televisiva fantawestern Selvaggio west (The Wild Wild West) trasmessa negli Stati Uniti dal 1965 al 1969, in un'epoca in cui il western stava perdendo terreno in favore dello spionaggio, fu concepita come un "James Bond sulla groppa di un cavallo".
Sul fronte letterario, è possibile citare come precursore del filone Lo zar non è morto, un romanzo d'avventura fantapolitico del 1929 scritto da un collettivo di Futuristi, il “Gruppo dei Dieci”, capeggiato da Filippo Tommaso Marinetti e Massimo Bontempelli.